# HIMARS
El M142 HIMARS, acrónimo de High Mobility Artillery Rocket System (Sistema de cohetes de artillería de alta movilidad) es un sistema de lanzacohetes múltiple ligero montado en un camión militar. Fue desarrollado en Estados Unidos.
El HIMARS carga seis cohetes o un  misil ATACMS en la nueva Familia de misiles tácticos medianos del Ejército de Estados Unidos. Se monta en una línea de vehículos de cinco toneladas, y puede lanzar la línea completa de municiones que el MLRS (Multiple Launch Rocket System). El HIMARS tiene partes intercambiables con el MLRS M270A1, pero carga apenas la mitad de misiles que el anterior. 
El vehículo es despegable desde un C-130, y es un producto de BAE Systems Mobility & Protection Systems (anteriormente Armor Holdings Aerospace and Defense Group Tactical Vehicle Systems Division), el fabricante original OEM del FMTV. El sistema de cohetes es fabricado por Lockheed Martin.
Coste por misil 100.000$ en EE. UU., y 110.000 en Reino Unido en 2014 (aproximadamente el doble que la munición Excalibur y 1/5 del naval strike missile o el Tomahawk). Munición con alcance efectivo de 2 a 300 km, cabeza explosiva de 120 kg, guiada por GPS.

## Historia

### El M270

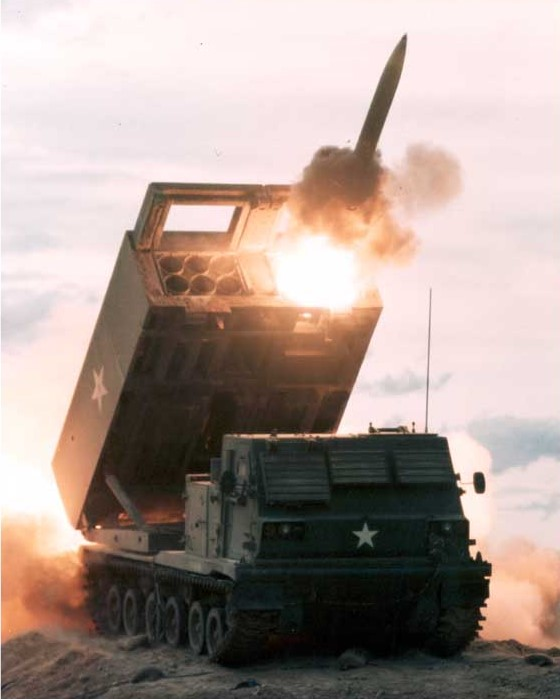
Un M270 MLRS realizando un lanzamiento de un cohete.

El MLRS M270 estaba asignado a un batallón compuesto por dos baterías de artillería tradicional (obuses) y una batería de MLRS SPLL (cargador/lanzador autopropulsado, en inglés: Self-Propelled Loader/Launchers, SPLL).

## Historia operacional

### Guerra ruso-ucraniana
El 25 de junio de 2022, Ucrania comenzó a desplegar el sistema contra las fuerzas rusas durante la invasión rusa de Ucrania de 2022. Según el Estado Mayor de Ucrania, Valerii Zaluzhnyi: «Los artilleros de las Fuerzas Armadas de Ucrania alcanzaron hábilmente ciertos objetivos, objetivos militares del enemigo en nuestro territorio ucraniano». El ejército ucraniano afirmó que durante este ataque murieron más de cuarenta soldados, incluido el coronel Andrei Vasilyev. El ataque ocurrió en una base rusa en Izyum.
El 1 de julio, un funcionario de defensa de EE. UU. dijo a los periodistas que Ucrania ha estado utilizando el sistema para destruir los puestos de mando rusos: «Lo que ven es que los ucranianos en realidad están seleccionando objetivos sistemáticamente y luego golpeándolos con precisión, proporcionando así este método preciso de destrucción, degradando la capacidad rusa».
Según información comunicada por las Fuerzas Armadas de Rusia, fue destruido un depósito de municiones en la región de Odesa, donde se sabe que se almacenaban sistemas HIMARS.

## Operadores

Usuarios del HIMARS en azul.

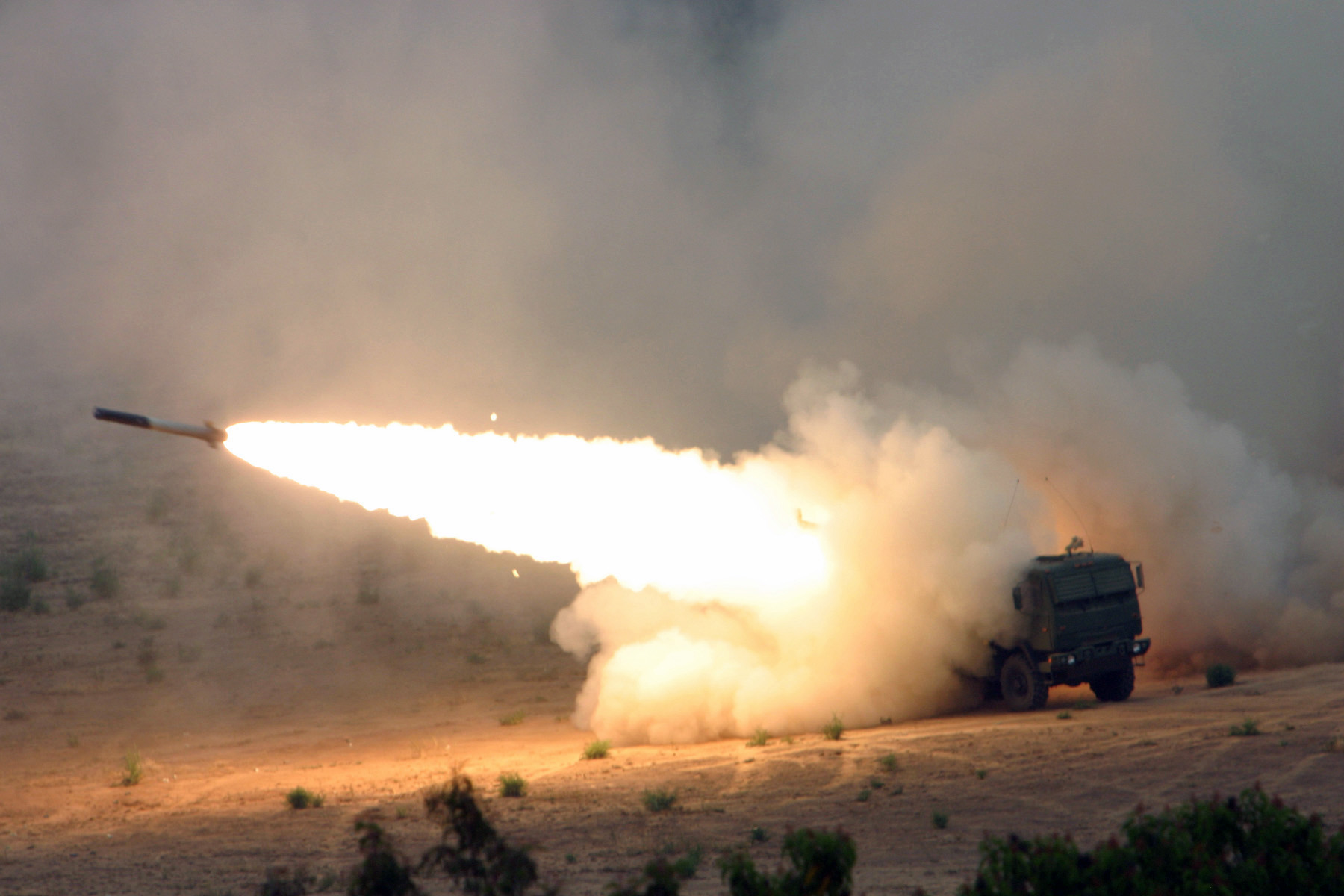
Un misil MFOR lanzado desde un HIMARS.

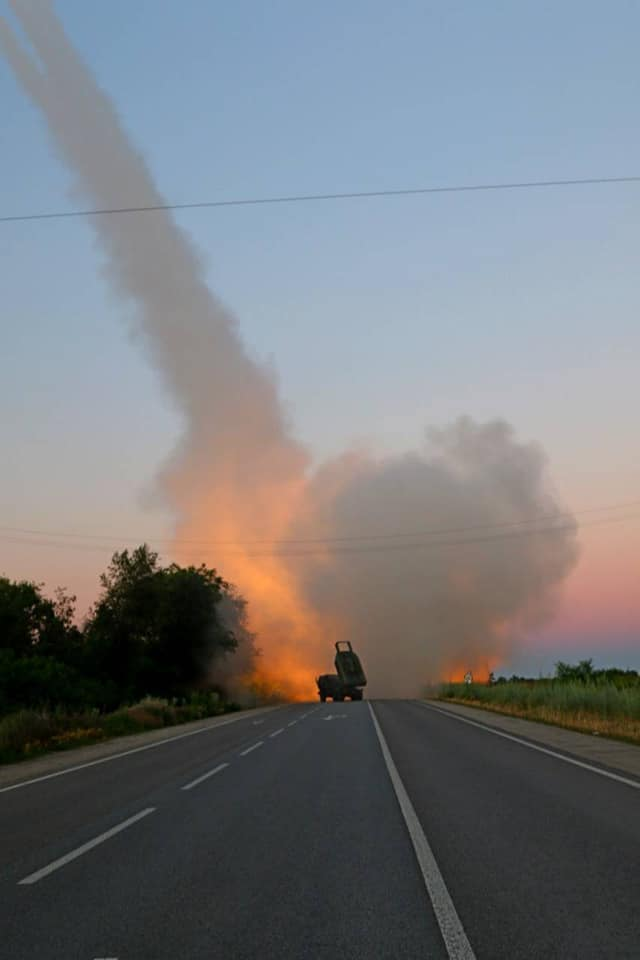
HIMARS ucraniano en el óblast de Zaporizhya, principios de junio de 2022.

### Actuales
Ucrania
- En junio de 2022 se informó que el ejército de Ucrania utilizará este sistema en su defensa contra la invasión rusa.[9]

 Estados Unidos
- En 2002, el Cuerpo de Marines de Estados Unidos acordó con el Ejército de Estados Unidos adquirir 40 sistemas. La presentación comenzó en 2005. En julio de 2007, los Marines del 2º Batallón Fox Battery 14th Marines fueron desplegados en la provincia Al-Anbar de Irak. Esta fue la primera unidad de Marines en usar el HIMARS en combate.

 Rumania
- En 2021-2022, compró 54 por 1500 millones.[10]

 Singapur
- En septiembre de 2007, Singapur se interesó en adquirir el sistema HIMARS para su ejército. El paquete incluyó 18 lanzaderas HIMARS, 9 camiones FMTV 5-Ton y HE GMLRS XM31 chasis de montaje, más los servicios de soporte y equipamiento de comunicaciones. El paquete aquí propuesto es notable por no incluir al M-26 u otras unidades de MLRS. De ser realizada la transacción en esta forma, se podría convertir en el único paquete creado entre muchos compuesto por solo el sistema MLRS único en su género.[11]

 Emiratos Árabes Unidos
- Los Emiratos Árabes Unidos compró 12.

 Jordania
- Jordania compró 12 sistemas.

### Potenciales o futuros
Canadá
El Departamento Nacional de Defensa está considerando comprar HIMARS.
 Chile
En Southern Phoenix 2024, ejercicio combinado entre los ejércitos de Chile y Estados Unidos en la Región de Tarapacá. Se mostró interés por el Ejército de Chile y el Ministerio de Defensa de adquirir 10 sistemas HIMARS M142. De los 6 sistemas participantes en el ejercicio combinado, se quedaron dos para evaluación y pruebas con los sistemas LAR-160 y SLM FAMAE. En el Centro de Entrenamiento de Combate Acorazado del Ejército (CECOMBAC).
 Catar
En diciembre de 2012, Catar notificó a Estados Unidos el deseo de adquirir 7 sistemas HIMARS M142. La compra costaría aproximadamente 406 millones de dólares.
 España
Se pretende sustituir los Teruel por el sistema SILAM (Sistema Lanzador de Alta Movilidad), a desarrollar por la industria española sobre la base tecnológica del estadounidense HIMARS. Sin embargo, finalmente los Teruel han sido dados de baja sin que dicha adquisición se haya producido aún.
 Marruecos
Marruecos Solicitó en abril de 2023 la compra de 18 lanzadores por 524 millones de dólares.
 Polonia
Mediante el programa «Homar», el gobierno de Polonia adquirió en el año 2022 20 HIMARS con sus respectivos camiones y un total de 486 lanzadores de estos MLRS que se pondrán en el chasis de los camiones polacos Jelcz. En total, Polonia contará con 506 HIMARS.
 Filipinas
Se plantea adquirir varios sistemas.